# Великий Камінь (пам'ятка природи)
Вели́кий Ка́мінь — геологічна пам'ятка природи місцевого значення в Україні. Розташована в межах  Золочівського району Львівської області, на південь від села Трудовач. 
Площа 0,03 га. Створена рішенням Львівського облвиконкому від 09.10.1984 року № 495 з метою збереження рідкісної скелі льодовикового походження. Перебуває у віданні Золочівського ДЛГ, Словітського лісництва (кв. 4, вид. 8). 
Скеля розташована серед мальовничих ландшафтів, у буковому лісі, що розкинувся на пагорбах низькогірного пасма Гологори. Входить до складу Національного природного парку «Північне Поділля».